# Nordisk Films Kompagnis Studier
|  | Denne artikel er oprettet af botten Steenthbot ud fra en ekstern database. Den kan derfor have sproglige fejl eller mangler. Denne skabelon kan fjernes efter kontrol af indholdet. |

Nordisk Films Kompagnis Studier er en dansk dokumentarisk optagelse fra 1915.

## Handling
Promotionfilm fra ca. 1915, indeholdende luftoptagelser af Valby og Nordisk Films studier, samt optagelser af studiets største mandlige stjerne, Valdemar Psilander.

## Medvirkende
- Valdemar Psilander